# Stadionul Metalist
Complexul Sportiv Regional „Metalist” (în ucraineană Обласний спортивний комплекс «Металіст»), cunoscut sub numele de Stadionul Metalist (în ucraineană Стадіон «Металіст»), este un stadion cu utilizare multiplă din Harkov, Ucraina. Este utilizat în special pentru meciuri de fotbal și este stadionul gazdă al echipei FC Metalist Harkiv. Stadionul are o capacitate de 38.633 de locuri.